# 五
五 (cinq) est un kanji composé de 4 traits et fondé sur 一 二. Il fait partie des kyōiku kanji et est étudié en 1re année.
Il se lit ゴ (go) en lecture on et いつ (itsu) en lecture kun.

## Utilisation
Ce kanji est souvent utilisé comme un chiffre (voir 
一,
二,
三,
四,
五,
六,
七,
八,
九,
十,
百,
千,
万), il sert à compter en japonais.
Il est utilisé aussi dans les noms de mois en japonais avec le kanji 月 (à consulter pour plus d'informations). Il s'emploie aussi pour écrire des prénoms comme 五介 (Gosuke).